# バスケットボールクウェート代表
バスケットボールクウェート代表(Kuwait national basketball team)は、クウェートバスケットボール連盟によって国際大会に派遣されるバスケットボールのナショナルチームである。

## 歴史
FIBA加盟は1959年。1982年アジア大会で5位入賞。翌1983年アジア選手権では4位となる。
2007年アジア選手権では棄権したサウジアラビアに代わって出場。日本と同一グループに入ったが、1次ラウンド敗退となり、16チーム中14位に終わった。

## 主な国際大会成績
- 夏季オリンピック
  - 出場なし
- FIBAバスケットボール・ワールドカップ
  - 出場なし
- FIBA男子アジアカップ
  - 4位：1983年
- アジア競技大会
  - 6位：1982年